# Hologymnosus
Hologymnosus és un gènere de peixos de la família dels làbrids i de l'ordre dels perciformes.

## Taxonomia
- Hologymnosus annulatus (Lacépède, 1801)
- Hologymnosus doliatus (Lacépède, 1801)
- Hologymnosus longipes (Günther, 1862)
- Hologymnosus rhodonotus (Randall i Yamakawa, 1988)[2][3]